# Karl Friedrich Ludwig von Dönhoff
Karl Friedrich Ludwig von Dönhoff (* 10. Februar 1724; † 19. Juni 1778) war kaiserlich-königlicher Generalfeldwachtmeister.

## Familie
Graf Karl Friedrich Ludwig von Dönhoff entstammte der Familie Dönhoff und war ein Sohn des Grafen Alexander von Dönhoff († 1742) und der Charlotte Gräfin von Blumenthal († 1761). Er war vermählt mit Maria Anna Rzikowsky von Dobrzicz (1735–1789). Aus dieser Ehe entstammen zwei Töchter und Graf Ludwig Nikolaus von Dönhoff († 1838). Dieser war k.k. Kämmerer und Major mit ihm starb der Mannesstamm der Dönhoff aus dem Hause Beynuhnen in Tirol bereits wieder aus.

## Laufbahn
Anfangs stand Dönhoff in preußischen Diensten, wurde dann aber 1755 Hauptmann im VII. Broder Regiment (No. 66). Zu Beginn des Siebenjährigen Krieges war er Major, siegte bei Friedland und bei Konradswalde, woraufhin er zum Oberstleutnant befördert wurde. 1760 zeichnete sich Dönhoff bei der Belagerung von Dresden aus. 1761 erfolgte die Beförderung zum Oberst, 1762 versprengte er das Freibataillon Quintus Icilius. Bis hier hin im Felde ungeschlagen, wurde Dönhoff mit dem Ritterkreuz des Maria-Theresia-Ordens ausgezeichnet. 1770 schließlich rückte Dönhoff zum Generalmajor vor. Zu Beginn des Bayerischen Erbfolgekrieges jedoch, ist er auf einem Vorposten gefallen.